# جون بومان
جون بومان (بالإنجليزية: John Bowman)‏ هو لاعب كرة قدم كندية أمريكي، ولد في 19 يوليو 1982 في بروكلين في الولايات المتحدة.